# Nintendo DS
O Nintendo DS é um console de videogame portátil desenvolvido e produzido pela Nintendo, lançado em 2004. Ele é visualmente distinto por seu design abre e fecha, e a presença de duas telas, sendo a inferior sensível ao toque. O sistema também possui um microfone embutido, e tem suporte a conexão sem-fio via Wireless Local, permitindo uma interação entre os jogadores dentro de uma pequena área (9-30 metros, dependendo das condições), ou pelo Nintendo Wi-Fi Connection, que permite multiplayer online com jogadores de todo o mundo.
As letras DS no nome foram criadas para significar tanto a expressão Dual Screen (tela dupla) e Developers System (sistema de desenvolvedores), que se refere as características inovadoras do gameplay entre os desenvolvedores de jogos. O sistema foi apelidado de Project Nitro durante seu desenvolvimento, assim como o Wii recebeu o codename de Revolution.
Em 2 de março de 2006, a Nintendo lançou o Nintendo DS Lite, uma versão reestruturada do Nintendo DS, no Japão. Logo depois, no mês de junho foi lançado também na América do Norte e na Europa. Mais tarde, em 2009, o Nintendo DSi foi lançado com um design novo, nova interface, aplicativos específicos para o novo sistema, uma loja virtual, 2 câmeras, entrada para cartões de DS e DSi, entrada para cartões SD, telas maiores, processador de 133mhz (o dobro do DS), memória RAM de 16MB (o quádruplo do DS), entre várias outras melhorias, entretanto o novo modelo havia perdido a compatibilidade com títulos de Game Boy Advance e alguns jogos DS originais que usavam o slot GBA.
Os modelos do Nintendo DS combinados venderam até 2016, 154,02 milhões de unidades, tornando-o o videogame portátil mais vendido até hoje, e o segundo videogame mais vendido de todos os tempos atrás apenas do PlayStation 2 da Sony. A linha Nintendo DS foi substituída pela família Nintendo 3DS em 2011, que mantém a compatibilidade com quase todos os softwares Nintendo DS, exceto para alguns softwares que requerem o slot GBA para uso.

## Design e especificações

### Especificações gerais do console

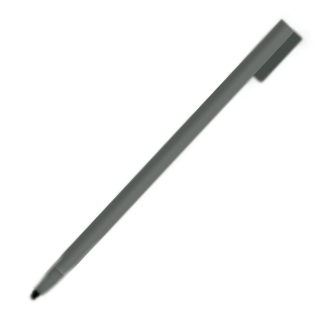
A caneta stylus também touchscreen

A tela inferior do Nintendo DS está sobre uma tela sensível a toque com sensor de pressão, designada para aceitar comandos da caneta que vem junto com o console (chamada stylus), dos dedos do jogador, ou da thumb stylus: um retângulo de plástico que pode ser adicionado ao fio de segurança que acompanha o portátil. A tela sensível ao toque permite aos jogadores interagir com elementos de um determinado jogo mais diretamente do que apertando botões; por exemplo, em Trauma Center: Under the Knife, a stylus pode ser usada como um bisturi para cortar uma incisão em um paciente com uma doença. Em outros jogos, ela pode ser usada como um mouse de computador para selecionar itens em uma interface "aponte e clique" (Advance Wars: Dual Strike)
Os modos de controle mais tradicionais estão localizados nos dois lados da tela sensível ao toque. Na esquerda está um direcional, com um pequeno botão de força acima, e para direita estão os botões A, B, X e Y, com os botões Select e Start logo acima deles. Os botões L e R estão localizados nas extremidades superiores esquerda e direita da parte inferior do sistema, respectivamente. A disposição dos botões pode ser comparada com a encontrada no controle do SNES.
O Nintendo DS apresenta caixas de som estéreo, que permitem som do estilo surround (dependendo do software), localizadas em ambos os lados da parte superior do sistema. Esta função é inédita em um portátil da Nintendo, já que toda a linha Game Boy apenas oferecia suporte a um som estéreo através de fones de ouvido ou caixas de som externas.

### Tecnologia
O portátil tem uma massa de aproximadamente 275 gramas. O seu tamanho é de 148,7 x 84,7 x 28,9 mm (5,85 x 3,33 x 1,13 polegadas). Ele apresenta duas telas separadas de LCD de 3 polegadas cada, ambas com uma resolução de 256 x 192 pixels. O espaço entre as duas telas é de aproximadamente 21mm, o equivalente a 92 linhas "escondidas". A tela inferior do Nintendo DS possui uma camada de uma resistente tela sensível ao toque, que registra a pressão de um ponto da tela por vez, calculando múltiplos pontos se necessário. O sistema usa dois processadores de arquitetura ARM separados, um CPU principal ARM946E-S e co-processadores ARM7TDMI em velocidades de clock de 67 MHz e 33 MHz respectivamente, com 4MB de memória principal, que requer 1,64 volts.
O hardware 3D do sistema apresenta as tecnologias transform and lighting, texture-coordinate transformation, texture mapping, alpha blending, anti-aliasing, Cel-shaded animation e z-buffering. Entretendo o filtro de texturas Point, fazendo com que algumas superfícies apresentem uma aparência de blocos. O sistema é em teoria capaz de renderizar 120.000 triângulos por segundo em 30 quadros por segundo. Ao contrário da maioria dos hardwares em 3D, ele possui um limite no número de triângulos que pode fazer parte de uma única cena; este limite fica na região do 4000 triângulos. O hardware 3D foi designado para renderizar em uma tela por vez, portanto a renderização de duas telas é difícil, diminuindo a performance de forma significativa. Entretanto, jogos como Viewtiful Joe: Double Trouble são executados em 3D nas duas telas simultaneamente em determinados momentos, ainda assim mantendo uma boa performance e qualidade.
O sistema possui duas frentes 2D, uma para cada tela. Elas são similares (porém mais poderosas) que a frente encontrada no Game Boy Advance.
Os jogos utilizam um formato "Game Card", similar ao encontrado como memória removível em equipamentos eletrônicos móveis, como câmeras digitais. Ele suporta cartões de até 2 gigabits (2048 megabit]]) de espaço (utilizado em ASH - Archaic Sealed Heat por exemplo). Os cartões geralmente contam com uma pequena quantidade de memória flash para o salvamento de dados do usuário, como o progresso em um jogo ou recordes de pontuação. Os Game Cards do Nintendo DS possuem 33,0 x 35,0 x 3,8 mm, e pesam cerca de 3,5 gramas.
A unidade apresenta capacidades de rede para jogos multiplayer ou chat utilizando Wi-Fi. Diversos jogos mais recentes podem utilizar da rede Nintendo Wi-Fi Connection para se comunicar e disputar partidas com jogadores de todo o mundo, utilizando qualquer roteador Wi-Fi ou o Nintendo Wi-Fi USB Connector para modos de internet convencionais, além de oferecer comunicação direta DS-para-DS usando o sistema antigo.

### Firmware
Um firmware próprio da Nintendo é iniciado junto com o sistema; através dele, o usuário pode optar entre executar um jogo de Game Boy Advance ou Nintendo DS, usar o PictoChat, ou procurar por jogos, software ou definições para downloads, músicas, vídeos, e diversos programas no console. O último é uma adaptação para o popular sistema multiplayer de "único cartucho" do Game Boy Advance, modificado para aproveitar as funções sem-fio do sistema: jogadores sem o jogo procuram pelo conteúdo, enquanto os jogadores com o jogo transmitem-o.
Em Novembro de 2004, a Nintendo anunciou sua entrada no negócio de animações, sugerindo que os cinemas que mostrassem estas animações poderiam instalar quiosques para transmitir conteúdo de jogos para unidades do Nintendo DS. Em Março de 2005, a Nintendo testou os quiosques de transmissão no Japão, permitindo aos jogadores baixarem um demo de Meteos, conteúdo adicional em Nintendogs, ou músicas extras para Jam with the Band. Um quiosque similar esteve presente na E3 de 2005 e contava com demos baixáveis e trailers. Quiosques similares estão disponíveis em lojas norte-americanas como GameStop, EB Games e Game Crazy, com a possibilidade das lojas Wal-Mart e Target serem adicionadas depois. Em Maio de 2006, as Nintendo DS Download Stations começaram a aparecer nestas lojas, com um número limitado de demos baixáveis. No Brasil, já estão disponíveis alguns Downloads Stations em lojas especializadas.
O programa PictoChat, que é permanentemente salvo na unidade, permite aos usuários comunicarem-se com outros jogadores de Nintendo DS, dentro da zona de cobertura, por texto, escrita a mão, ou desenhos, usando a tela sensível a toque do DS como entrada; um teclado na tela em parte cobre a área sensível ao toque enquanto este modo é utilizado, permitindo a digitação de mensagens.
O menu principal do DS conta com um despertador e a habilidade de configurar preferências para a inicialização de jogos (executando-os quando inseridos, ou sempre indo para o menu principal), o uso de tela nos jogos de Game Boy Advance (de cima ou de baixo) e informações de usuário (nome, data de nascimento, cor favorita, etc.)

### Jogando via download
Com jogos selecionados (como Super Mario 64 DS, Mario Kart DS, New Super Mario Bros. e Meteos), é possível jogar com outros donos de Nintendo DS usando apenas um cartão de jogo. O Nintendo DS baixa todas as informações necessárias de outro DS que esteja com o jogo. Além do mais, várias lojas de jogos possuem Estações de Download Para DS onde um jogador pode baixar demos de jogos. Como o jogo é guardado apenas na RAM do DS (4 MB), essas informações são perdidas assim que o seu DS é desligado. A velocidade de transferência de dados por wireless do DS é de 1 megabit por segundo.

### Duração da bateria
O Nintendo DS possui uma bateria recarregável de Lithium-Ion. A duração estimada é de 6 a 10 horas com uma carga completa de três horas. A duração da bateria varia com muitos fatores incluindo volume de áudio, iluminação da tela, e o uso do Wi-Fi. O maior efeito na duração da bateria é causada pela utilização da iluminação interna da tela, que pode ser desativada no menu principal ou em alguns jogos (como Super Mario 64 DS).
Consta no manual do Nintendo DS Lite, que a bateria dele dura entre 19 a 30 horas (com ou sem brilho na tela).
A bateria é produzida para ser removida apenas quando vencida e deverá ser trocada. É removida com a utilização de uma chave de fenda Phillips. A remoção da bateria fará com que o Nintendo DS avise ao usuário recolocar todas as opções do console (data de aniversário, nome, etc.), mas não afetará os dados salvos em cartuchos.
Para economizar a bateria no meio de um jogo, o usuário pode fechar o console Nintendo DS. Isso irá pausar o jogo e colocar o Nintendo DS em um sistema de economia de energia (sleep mode). Um console em sleep mode pode funcionar por centenas de horas antes de esgotar a bateria. No entanto, fechando o Nintendo DS durante jogos de GameBoy Advance não colocará o Nintendo DS em sleep mode; o jogo continuará a rodar incluido a iluminação interna. Devido ao fato de que o GameBoy Advance utiliza apenas uma tela, a duração da bateria é muito maior do que jogando um jogo de Nintendo DS. Muitos jogos de Game Boy Advance possuem sleep mode nas opções de jogo.
Baterias novas podem ser adquiridas na loja online oficial da Nintendo ou em lojas especializadas.
Alguns jogos Wi-Fi permitem a seleção de oponentes pela região (ex. Mario Kart). As opções são Continental e Ao Redor do Mundo (assim como duas opções sem especificações regionais). Isto seleciona oponentes baseados na mesma área geográfica que você. No entanto, ainda precisa ser definido se esta seleção é baseada no código do console em uso, na região do cartucho ou no endereço de IP.
Já os jogos do Nintendo DSi lançados em mídia física não são compatíveis com um console de região diferente nem funcionam no Nintendo DS original e no Nintendo DS Lite.

### Conexão com o Wii
Assim como vários jogos de Game Boy Advance conectavam-se com jogos de Gamecube, o DS pode se conectar com o Wii também. Há alguns jogos que possuem opção de se conectar com o Wii, como Pokémon, Geometry Wars Galaxies, etc.

## Jogos
Os jogos do Nintendo DS utilizam unidade eletrônica de estado sólido ROM proprietários em seus cartuchos. Os chips ROM são fabricados pela Macronix e têm um tempo de acesso de 150 ns. As placas variam de 8 a 512 MB (64 megabits a 4 gigabits) em armazenamento (embora os dados sobre a capacidade máxima não tenham sido divulgados). Os cartuchos maiores têm uma taxa de transferência de dados 25% mais lenta do que cartuchos menores mais comuns. Os cartuchos geralmente têm uma pequena quantidade de memória flash ou um EEPROM para salvar dados do usuário, como progresso do jogo ou pontuações. No entanto, há alguns jogos que não possuem memória de salvamento, como Electroplakton.

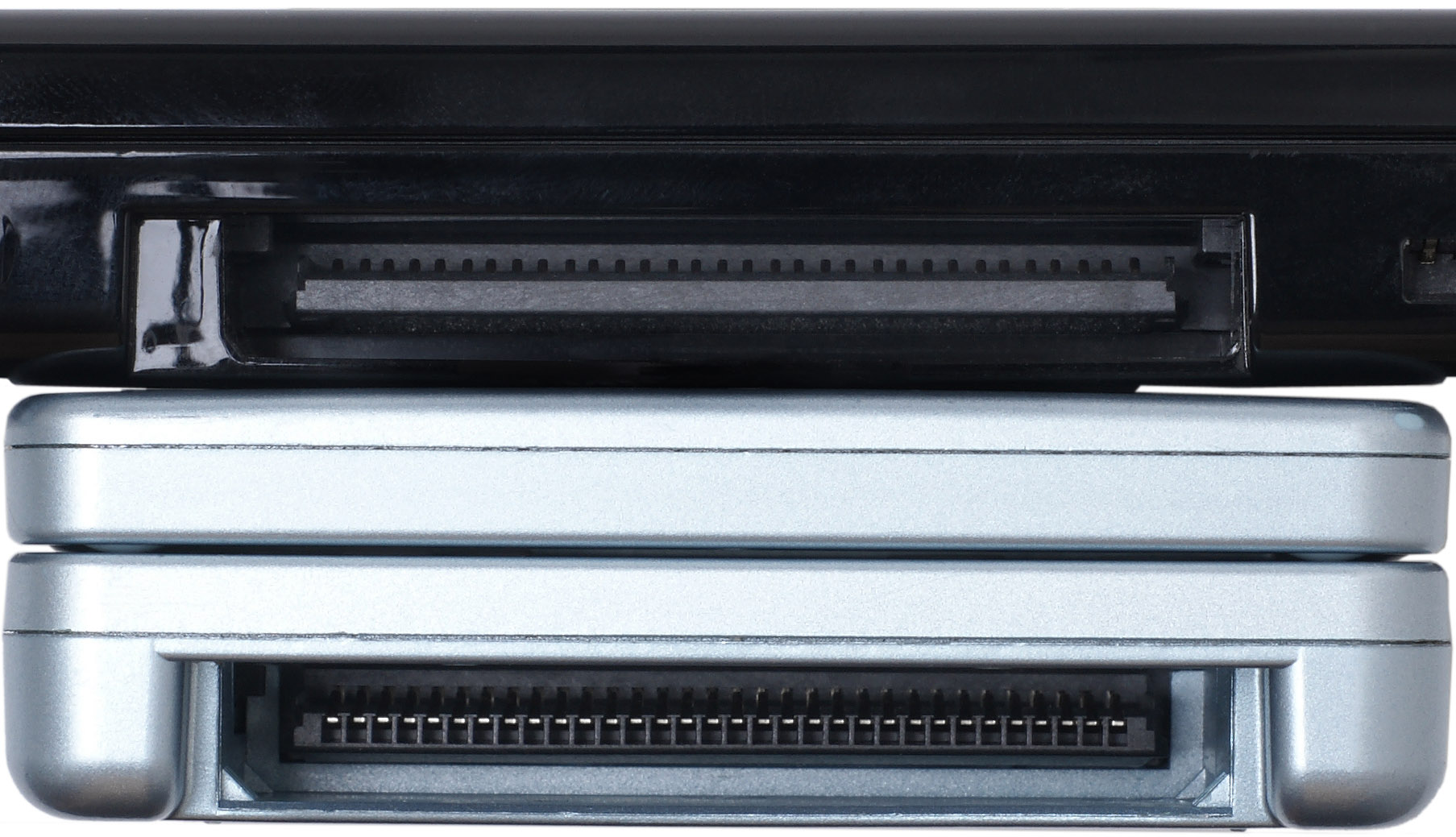
Entrada de cartuchos de Game Boy Advance no Nintendo DS Lite (acima) e um Game Boy Advance (abaixo)

### Compatibilidade
O Nintendo DS e Nintendo DS Lite são compatíveis com cartuchos de GameBoy Advance. Os cartuchos de Nintendo DS se encaixam na entrada de cima do console (slot 1), enquanto os jogos de GBA entram na entrada na parte inferior do console (slot 2). O Nintendo DS não é compatível com títulos de Game Boy e do Game Boy Color, devido a diferenças no formato dos cartuchos e na ausência do processador Sharp Z80 usado nestes sistemas. O Nintendo DSi e o Nintendo DSi XL não são compatíveis com cartuchos de Game Boy Advance.
O portátil não possui suporte para o Cabo Game Link, logo os modos de multijogador e o GameCube-Game Boy Advance cable não estão disponíveis nos títulos do Game Boy Advance. Os jogos só podem ser jogados apenas no modo single-player, igual como acontece no Virtual Console no Nintendo 3DS e Wii U.
O Nintendo DS utiliza apenas uma tela quando está rodando jogos de Game Boy Advance. O usuário pode configurar o sistema para usar a tela superior ou inferior. Os jogos são visualizados com uma borda preta na tela, devido a resolução padrão do sistema (256px × 192px, do Nintendo DS, contra 240 × 160px, do Game Boy Advance).
Alguns jogos de Nintendo DS inseridos são capazes de detectar a presença de um jogo específico de GBA na entrada inferior (slot 2). Nos jogos Pokémon Diamond & Pearl, permite aos jogadores conectarem uma cópia dos jogos lançados para o GameBoy Advance, Ruby, Sapphire, Emerald, FireRed ou LeafGreen, transferir Pokémon de um jogo para outro. Outros jogos permitem que você adicione acessórios de expansão. Uma das primeiras utilizações dessa opção nos países ocidentais é o Rumble Pak incluído com Metroid Prime Pinball, também compatível com Mario & Luigi: Partners in Time e Metroid Prime Hunters.

### Divisão regional
A Linha Nintendo DS não possui bloqueio de região, no sentido que qualquer console irá rodar jogos de qualquer parte do mundo; é o mesmo sistema em todos os lugares. No entanto, os jogos versão chinesa só podem ser jogados no iQue DS, cujo chip contém as imagens gráficas para os caracteres chineses. Nintendo DS de outras regiões não podem rodar jogos chineses, enquanto o iQue DS pode rodar de outras regiões (menos a coreana, que foi feita somente para ser jogada no console da mesma região). E ainda, assim como jogos de Game Boy, alguns jogos que requerem ambos jogadores que tenham o cartucho, não irão funcionar se os jogos forem de regiões diferentes (ex. um jogo japonês pode não funcionar com um jogo norte americano, mas alguns títulos, como Mario Kart DS, são totalmente compatíveis). Com a adição da Nintendo Wi-Fi Connection, alguns jogos podem ser jogados através da internet com usuários de outras regiões. Por exemplo, jogadores podem competir em Mario Kart DS com outros do mundo todo.
O Nintendo DSi tem um bloqueio de região para os jogos de DSiWare baixados na Nintendo DSi Shop e também de certos cartuchos específicos desenvolvidos para DSi. Ele ainda executa todos os jogos de DS normalmente, independente da região.

### Títulos das franquias da Nintendo
A lista de jogos de Nintendo DS possui séries tradicionais da Nintendo como Super Mario, Mario Kart, Pokémon, e Metroid.

## Acessórios

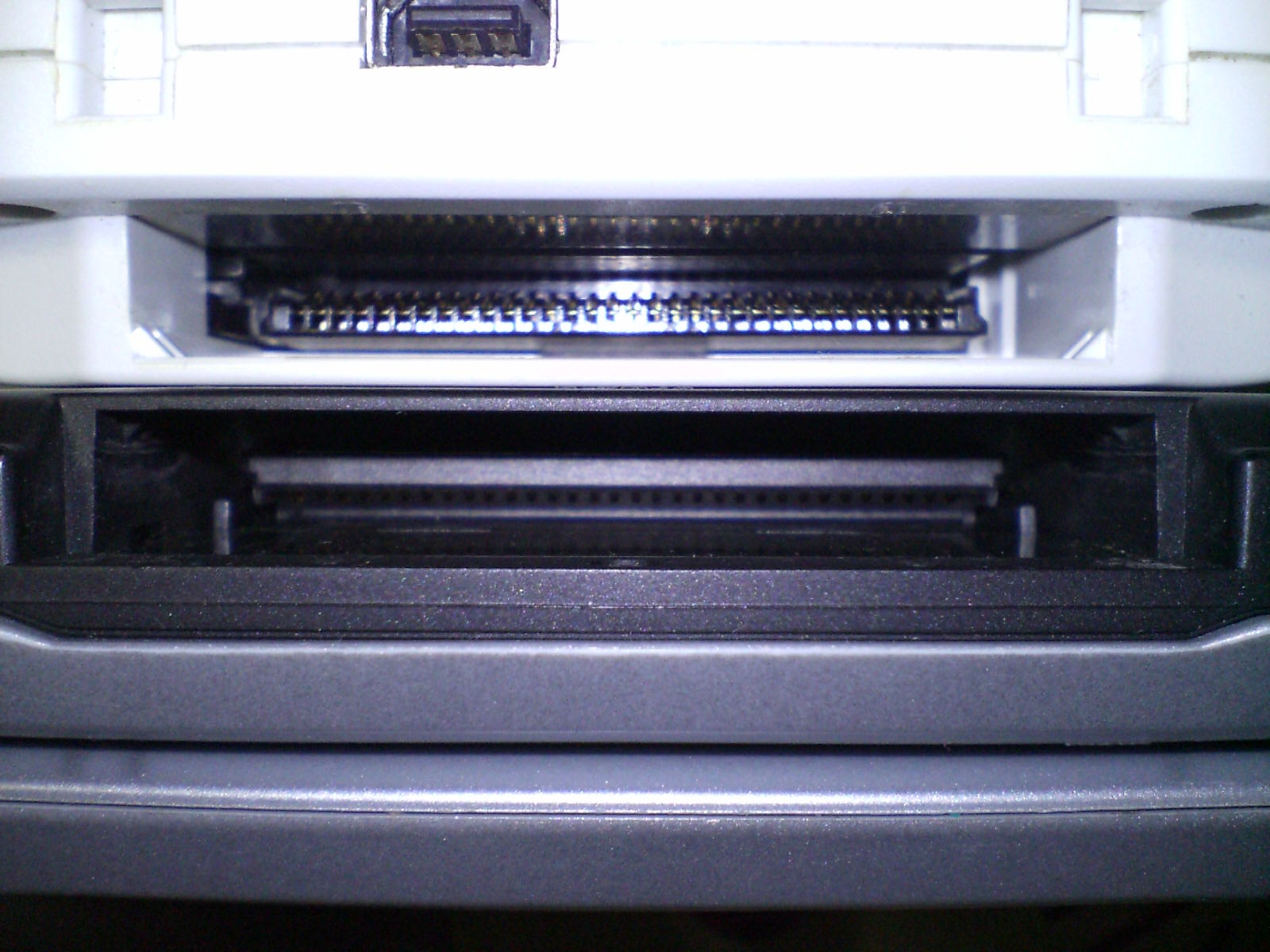
Game Boy Advance Game Slot no Game Boy Advance (acima) e Nintendo DS (abaixo).

Apesar da entrada secundário no Nintendo DS aceitar e ter suporte a jogos de Game Boy Advance (mas não de Game Boy Color), a Nintendo enfatizou que sua principal intenção é utilizá-la para uma grande variedade de acessórios a serem lançados para o console, e a compatibilidade com o GBA sendo apenas uma extensão lógica. Acessórios teóricos incluem um receptor GPS, assim como acessórios incluídos em alguns cartuchos de GBA como sensor de movimento e solar.
Nintendo anunciou na E³ 2005 que irá lançar o Headset Accessories para jogos com suporte a VoIP. (Este irá ser plugado na entrada VoIP, próximo a saída de fones de ouvido, e não na entrada de Game Boy Advance.)

### Rumble Pak
O Rumble Pak foi o primeiro acessório a utilizar a entrada de expansão. No formato de um cartucho de Game Boy Advance, o Rumble Pak vibra para transmitir as ações em jogos compatíveis, como quando o jogador bate em um obstáculo ou perde uma vida. Ele foi lançado em 25 de outubro de 2005 e vendido juntamente com Metroid Prime Pinball. Pode ser utilizado em jogos como Mario and Luigi: Partners in Time e Metroid Prime: Hunters e é vendido como um acessório avulso.
Uma versão do Rumble Pak especialmente projetada para o Nintendo DS Lite foi lançada no Japão no final de Maio de 2006. O cartucho é aproximadamente 1 cm mais curto, para prevenir que fique saindo do Nintendo DS Lite como fazem os cartuchos de Game Boy Advance.

### Play-Yan
O Play-Yan é um adaptador que permite o Game Boy Advance SP e Nintendo DS tocar vídeos MPEG-4 e músicas MP3 a partir de cartões de memória SD. É originalmente vendido como um acessório de Game Boy Advance, mas pode ser utilizado com o Nintendo DS. O adaptador carrega uma semelhança ao AM3 player (que permitia a execução de vídeos pré-gravados em cartões de memória no GBA); o cartão de memória é inserido no lado direito do adaptador, que é plugado na entrada de cartuchos do console. O adaptador possui sua própria entrada de fones de ouvido, mas utiliza a bateria, os controles e a tela do console.
O adaptador foi lançado no Japão em fevereiro de 2005 por aproximadamente $5.000 yen (R$92). (É estimado que o acessório oferecerá 15 horas de execução de MP3s e 4 horas de execução de arquivos MPEG-4 de um Game Boy Advance SP totalmente carregado). Originalmente a Nintendo planejava lançar este adaptador nos Estados Unidos no final de 2005, mas seus planos mudaram.

### Nintendo DS MP3 Player
O Nintendo DS MP3 Player é semelhante ao Play-Yan. Oferecendo suporte somente a músicas MP3 para o Nintendo DS a partir de cartões de memória SD de até 2GB (cerca de 500 músicas). O Nintendo DS MP3 Player será inserido na entrada de cartuchos de Game Boy Advance e possuirá sua própria saída para fones de ouvido para um som livre de ruídos
A data de lançamento na Europa está marcada para 8 de outubro de 2006, pelo valor de 29.99 Euros (R$82). Datas para o lançamento na América do Norte ainda não foram anunciadas.
Já está a ser comercializado em Portugal, pelo preço de 39.99 Euros.

### Nintendo DS Headset
O Nintendo DS Headset é o headset oficial para o Nintendo DS. Ele é plugado na entrada headset (que é a combinação de um conector padrão de fones de ouvido 3.5mm e um conector de microfone) na parte inferior do console. Ele possui um fone de ouvido e um microfone, e é compatível com todos os jogos que utilizam o microfone interno. Está marcado para ser lançado no Japão no dia 14 de Setembro de 2006.

### TV Tuner
Nintendo anunciou um cartucho receptor de TV digital para o Nintendo DS no Japão.
O Nintendo Digital TV tuner foi lançado em abril junto com o sinal de TV digital terrestre no Japão. A segunda tela do Nintendo DS será utilizada para mudança de canais.
O TV Tuner só tem suporte ao padrão de TV digital japonês, que é utilizado somente pelo Japão, e futuramente, Brasil e Argentina.

### Opera Web Browser

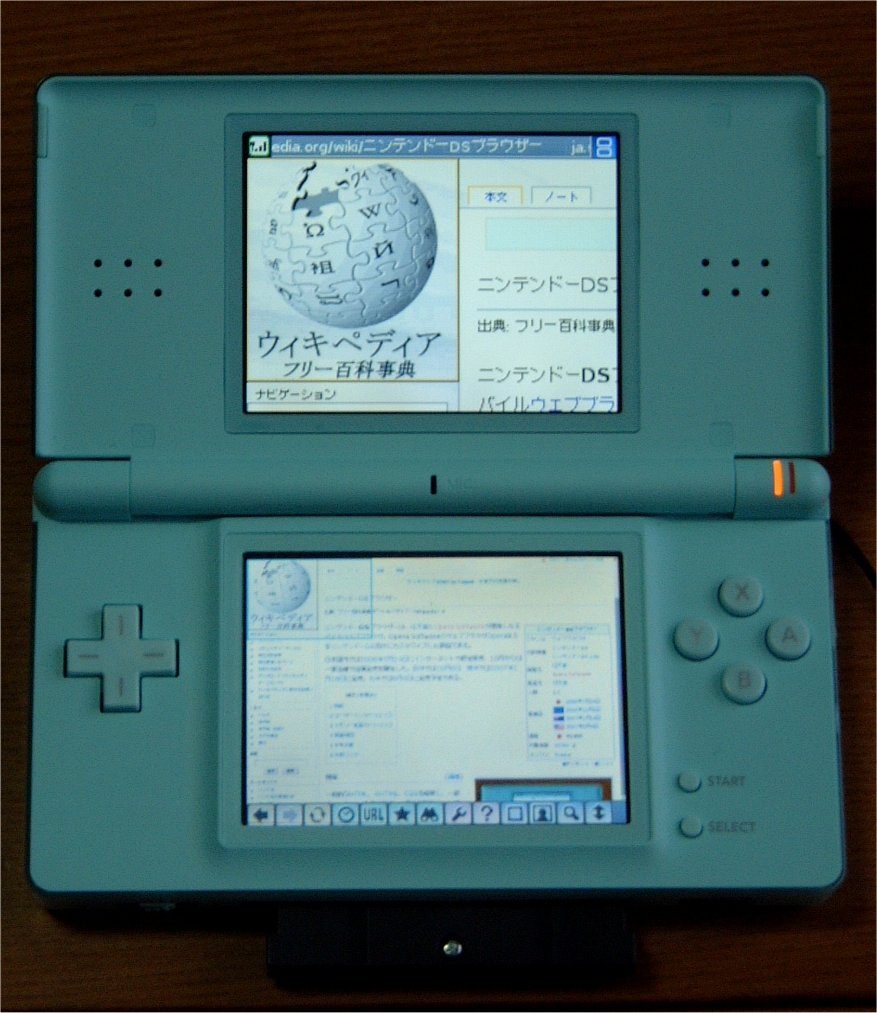
Página da Wikipédia em japonês no Nintendo DS Browser.

No dia 15 de fevereiro de 2006, a Nintendo anunciou uma versão do Opera, um browser de internet, que usará das funcionalidades do portátil (tela sensível ao toque, duas telas) para navegar na World Wide Web. O navegador começou a ser vendido no Japão no dia 24 de julho de 2006 por JP¥3,800 (aproximadamente US$ 33). E na Europa no dia 6 de outubro de 2006. Até o momento, a Nintendo não se pronunciou sobre o lançamento do navegador na América do Norte e Austrália.

### Nintendo Wi-Fi USB Connector
Nintendo Wi-Fi USB Connector é um acessório similar a um pen drive que cria um Wireless Access Point para o DS. Em outras palavras, através deste acessório pode-se jogar partidas on-line com o DS mesmo em um local que não haja conexão sem fio.

### Guitar Grip
Acessório criado pela produtora Activision que permite jogar os jogos da série Guitar Hero no Nintendo DS. Utiliza o slot 2 e possui 4 botões.

### Easy Piano
Acessório criado para utilização exclusiva no jogo Easy Piano. Trata-se de um mini Piano com 13 teclas musicais. Utiliza o slot 2.

### Pedeometer
Pedeometer (ou Pedímetro) é um contador de passos que acompanha o recente título Personal Trainer Walking. Utiliza a conexão Wi-Fi do Nintendo DS para transferir as informações para o jogo, é fixado na sua cintura e usa uma bateria interna. Possui somente 1 botão para executar a transferência. Há também o Pokéwalker, incluído nos Jogos Pokémon Heart Gold e Soul Silver, que permite capturar pokémons andando, mas estes são transferidos via infravermelho incluído nas fitas dos jogos.
Também há uma versão criada anteriormente pela empresa Ubisoft para ser utilizada no jogo My Weight Loss Coach porém por utilizar o Slot-2 do Nintendo DS, tornou-se inapropriado para o Nintendo DSi, ao contrário do utilizado no jogo Personal Trainer Walking.

### Drum Grip
Drum Grip é um acessório que começou a ser utilizado no jogo Band Hero, não utiliza nenhuma conexão do Nintendo DS, passa a ser apenas um acessório de borracha que substitui os botões convencionais por 4 botões coloridos (2 em cada lado da tela inferior) para simular uma bateria. É um acessório totalmente desnecessário, visto que o jogo funciona sem ele, já que não se conecta de forma alguma no aparelho, suas dimensões foram projetadas para utilização no Nintendo DS Lite.

## Outros acessórios

### WiFi MAX
A alternativa da Datel para o Nintendo Wi-Fi USB Connector.
Ao contrário do Wi-Fi Connector, o WiFi MAX pode ser utilizado com outros aparelhos Wi-Fi que não sejam consoles Nintendo (PlayStation Portable, PDAs, etc). O WiFi MAX também pode ser utilizado como um adaptador WLAN, enquanto o Wi-Fi Connector é limitado apesar ter a função de Access Point.
No entanto, o WiFi MAX não possui as mesmas funções de segurança de Wi-Fi Connector, em que qualquer aparelho pode se conectar a ele, ao invés de apenas os aparelhos Nintendo DS permitidos.
WiFi MAX não deve ser confundido com WiMAX, uma tecnologia de roteador Wi-Fi que tem como meta uma comunicação bem maior e muitos usuários a mais do que roteadores tradicionais.

## Vendas e marketing
Até 31 de março de 2016, todos os modelos do Nintendo DS combinados venderam 154,02 milhões de unidades, tornando-o o videogame portátil mais vendido até hoje e o segundo videogame mais vendido de todos os tempos. sendo superado apenas pelo Playstation 2.

### Edições especiais
- Cinco variações das cores existentes do Nintendo DS foram produzidas para o fanclub online japonês Super Mario Club. Cada cor possui o contorno com o rosto de um dos personagens na frente do console. Os designs incluem Titanium/Mario, Graphite Black/Bowser, Gray/Wario, Candy Pink/Princesa Peach, and Turquoise Blue/Yoshi.
- A Nintendo colocou a leilão três consoles Nintendo DS personalizados para caridade no Sundance Film Festival em Park City, Utah. Os três consoles foram para Jay Mohr por USD$10,000, Poppy Montgomery por USD$2,500, e Alan Cumming por USD$1,500. Nintendo adicionou dinheiro aos lances finais e parte dos fundos foram para as vítimas do Tsunami do Oceano Índico em 2004.
- O rapper 50 Cent encomendou um Nintendo DS personalizado para a Nintendo, com um design camuflado khaki, e a insignia G-Unit na frente.
- Como presente especial, 55 pessoas que compareceram à festa VIP na Nintendo World Store em 9 de maio de 2006 puderam adquirir uma edição comemorativa do Nintendo DS com o logo da E3 gravado na capa.

### Edições limitadas
Várias outras cores foram disponibilizadas em quantidades limitadas:
- Consoles Nintendo DS azul marinho foram lançados na Poképark no Japão e Wal-Mart nos Estados Unidos. Os consoles possuem o logo Poképark gravado na capa, e a silhueta de um Pikachu no auto-falante direito.
- Um Nintendo DS Lite onyx com silhuetas de Dialga e Palkia foram lançados para promover o lançamento de Pokémon Diamond & Pearl
- Um Nintendo DS Lite branco com silhuetas de Giratina foram lançados para promover o lançamento de Pokémon Platinum
- Um Nintendo DS azul claro, com uma quantidade limitada de 1.000 unidades, foi lançada no Japão como uma oferta promocional da Pepsi.
- Nintendo lançou um Nintendo DS dourado exclusivamente para as lojas Toys "R" Us no Japão.
- Um Nintendo DS com o pokémon Mew foi lançada no Japão. É pintado de roxo com o pokémon impresso na frente do console.
- 50 unidades de Nintendo DS brancos com os personagens de um famoso anime Bleach foi distribuído pela Sega para comemorar o lançamento de Bleach DS: Souten ni Kakeru Unmei.
- Sega está atualmente fazendo um concurso cujo prêmio é um Nintendo DS branco com o Doraemon impresso na frente.

### Embalagens promocionais
- O modelo vermelho do Nintendo DS, lançado no Japão em 8 de agosto de 2005 é parte de uma oferta promocional que inclúi o jogo Jump Superstars.
- Em outubro de 2005, a Nintendo lançou duas novas cores para América do Norte: Teal e Pearl Pink. Estes consoles vinham juntamente com o jogo Nintendogs Best Friends Version, e um limpador de tela em formato de osso.
- O Electric Blue foi lançado na América do Norte, inicialmente em conjunto com Super Mario 64 DS, pelo mesmo valor que um DS avulso ($149.99) em 30 de junho de 2005. Um milhão de cópias foram vendidas, fazendo-o o jogo mais vendido na época. Em 27 de fevereiro de 2006, Animal Crossing: Wild World foi incluído com o console Electric Blue.
- Os pacotes azul e rosa de Nintendogs foram lançados na Europa em 7 de outubro de 2005. Os dois pacotes contém um Nintendo DS rosa com a versão Dachshund de Nintendogs, ou um Nintendo DS azul com a versão Labrador version de Nintendogs. Estes foram vendidos com o mesmo perço de m Nintendo DS avulso (£99). No mesmo dia a Nintendo fez um corte de preços para $89. Existe também pacotes de Animal Crossing: Wild World com o Nintendo DS incluído.
- O pacote Mario Kart DS foi lançado na Europa em 25 de novembro de 2005, que continha um Nintendo DS prata e uma cópia do jogo Mario Kart DS. O mesmo pacote promocional foi disponibilizado na Nova Zelândia e Austrália.
- O pacote Red Hot foi lançado na América do Norte no dia 29 de novembro de 2005, incluindo um Nintendo DS vermelho e prata ("Hot Rod Red"), adesivos de corrida opcionais, uma faixa de pulso normal de Nintendo DS, um chaveiro de metal de Mario Kart e uma cópia do jogo Mario Kart DS.
- O Nintendo DS Titanium foi lançado com uma demo do jogo Metroid Prime Hunters: First Hunt, no dia 21 de novembro de 2004 na América do Norte e no dia 11 de março de 2005 na Europa.

## Modelos

### Nintendo DS Lite

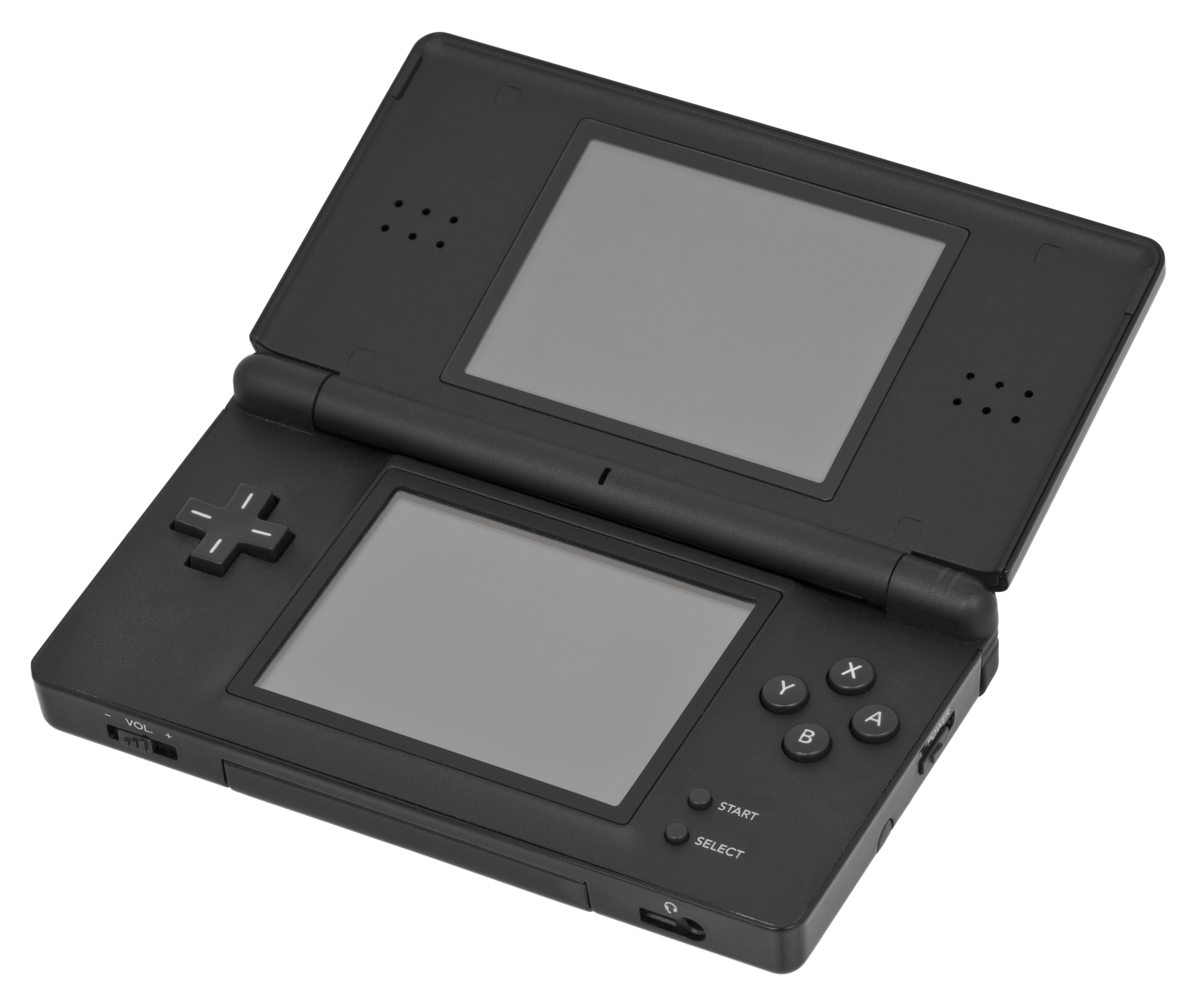
DS Lite, versão menor e mais leve do DS.

Nintendo DS Lite é uma segunda versão do Nintendo DS, lançada em março de 2006, 2 anos após o lançamento do original. Ele apresenta uma tela com mais brilho, menos peso, uma bateria mais durável, caneta stylus mais grossa e botões mais suaves.
Agora disponível em branco, preto, prata, azul, rosa e as novas cores (por um preço maior) vermelha, verde e amarela.
Também tem acessórios (que têm de ser comprados individualmente) fones, e bolsa para guardar jogos e (mole, ou dura e para ser posta num cinto).

### Nintendo DSi

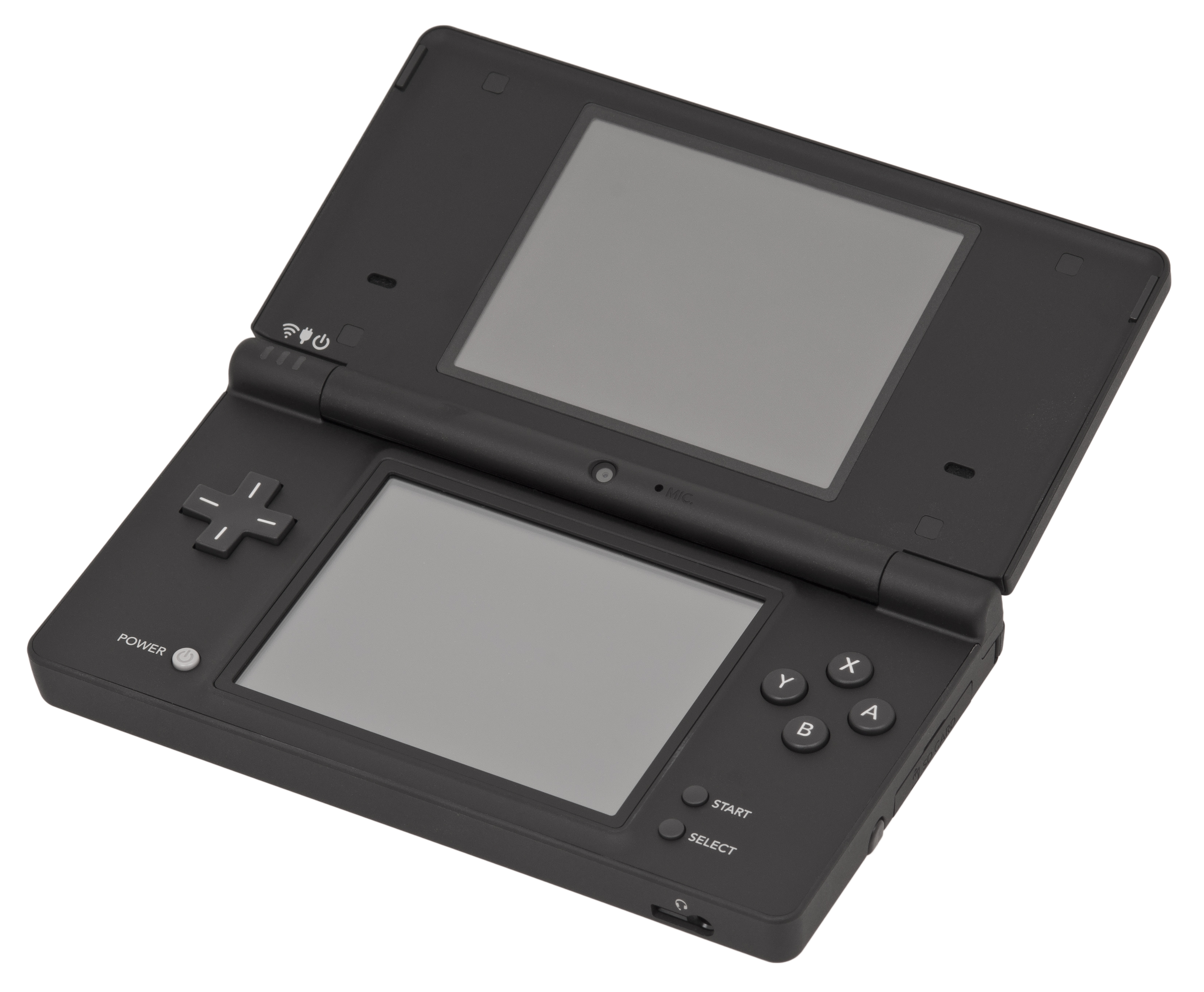
Nintendo DSi, terceira versão.

Nintendo DSi é a terceira versão do Nintendo DS, lançada em novembro de 2007. Ele é ligeiramente maior que o DS Lite. Novos recursos incluem duas câmeras de 0,3 megapixels, uma tela maior com 3,25", compatibilidade com internet Wi-Fi WPA e entrada para cartões SD. A retrocompatibilidade com cartuchos do Game Boy Advance foi removida.

### Nintendo DSi XL

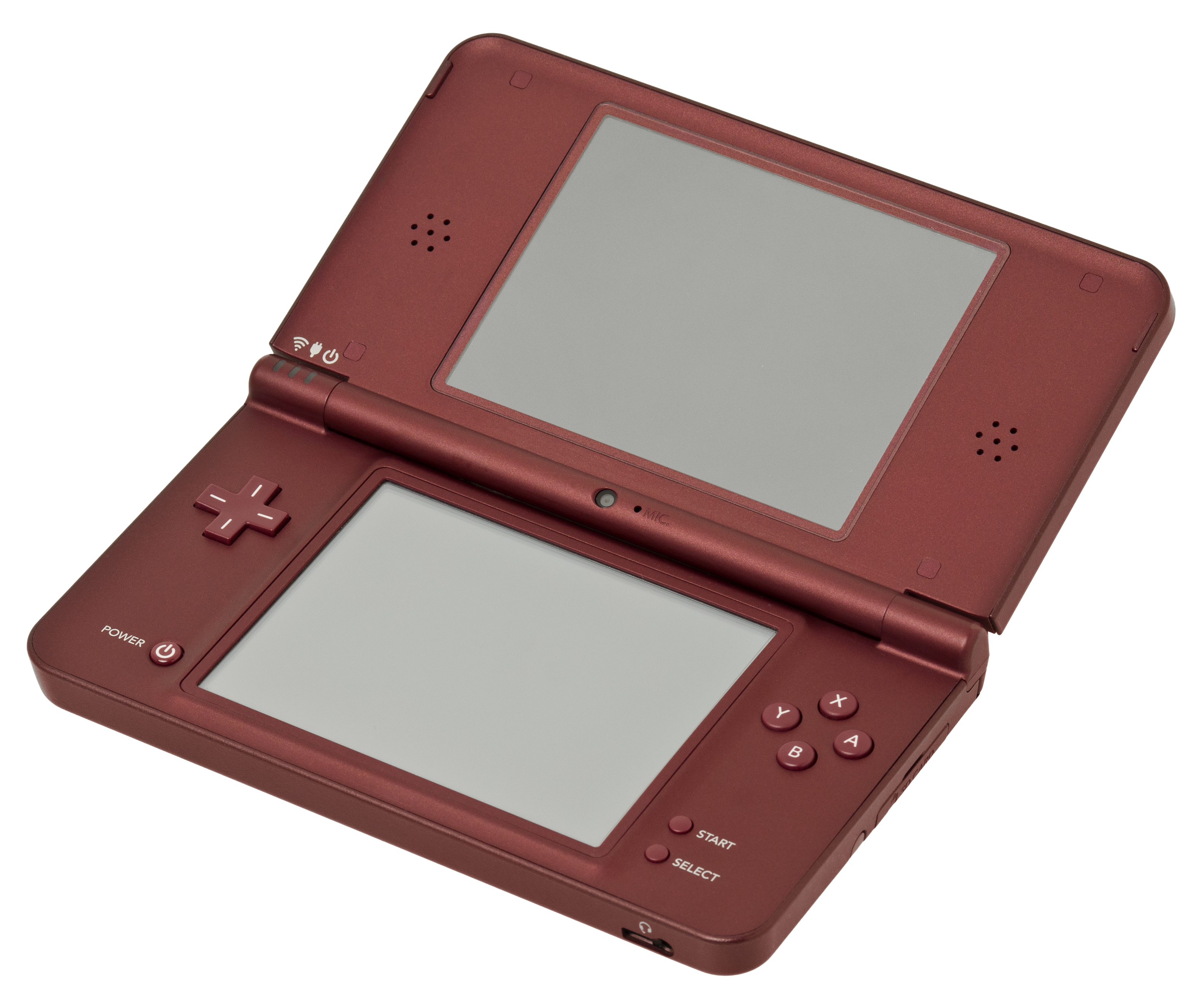
DSi XL, a maior versão do DS.

Nintendo DSi XL (chamada de DSi LL no Japão) é a quarta versão do Nintendo DS, foi lançada em novembro de 2009, dentre as características estão a maior de todos os modelos com 4,2 polegadas com melhor ângulo de visão e uma bateria com maior duração.

### Comparação
O quadro a seguir mostra diferenças de tamanho e preço entre o Nintendo DS, o Nintendo DS Lite, o Nintendo DSi e o Nintendo DSi XL.
|                     | Nintendo DS       | Nintendo DS Lite  | Nintendo DSi      | Nintendo DSi XL   |
| Comprimento         | 148,7 mm          | 133 mm            | 137 mm            | 161 mm            |
| Espessura           | 28,9 mm           | 21,5 mm           | 19 mm             | 21,2 mm           |
| Largura             | 84,7 mm           | 73,9 mm           | 75 mm             | 91,4 mm           |
| Peso                | 275 g             | 218 g             | 214 g             | 314 g             |
| Telas               | 3"                | 3,12"             | 3,25"             | 4,2"              |
| Preço de lançamento | US$149,99 €149.99 | US$129.99 €149,00 | US$169.99 €169,90 | US$189.99 €179,90 |

## Desenvolvimento de software
A Nintendo aceita apenas empresas oficiais com um time de desenvolvedores de jogos, e experiência suficiente em certas áreas para seu programa de desenvolvedores oficiais.
Um método alternativo sob conhecimento público para o uso de ferramentas que permitem criar seus próprios aplicativos são de sites como NDSTech. Esta rota de desenvolvimento requere um método para executar softwares de Nintendo DS a partir da entrada de Game Boy Advance. Existem 5 métodos disponíveis: PassMe, PassMe2, WiFiMe, FlashMe, e NoPass.

### Wi-Fi
Desde o lançamento do Nintendo DS em 21 de novembro de 2004, vários grupos têm tentado estender e criar em cima do protocolo Wi-Fi do Nintendo DS. Darkain estava liderando a engenharia-reversa do Wi-Fi Nintendo DS e Ni-Fi quando o DS foi lançado, o que influenciou vários hacks e aplicativos Wi-fi para Nintendo DS que existem atualmente.
Dois grupos (Project Nitro e Team Xlink) afirmaram ter conseguido utilizar o protocolo Wi-Fi do Nintendo DS via internet criando possibilidades de multiplayer online ao redor do mundo usando o portátil e jogos multiplayer de Nintendo DS.
No entanto, o Project Nitro nunca publicou nenhum software ou evidência para provar suas afirmações, e completamente desapareceram desde então (os desenvolvedores mudaram para criar o DSMeet, um lugar para encontrar outros usuários de Nintendo DS). Team XLink afirmaram que um sistema funcional, mas posteriormente eles anunciaram publicamente que não estavam mais trabalhando com o desenvolvimento para o Nintendo DS, dizendo que não estavam fazendo progressos que valessem seus esforços.
Em ambos os casos, é certo que nenhum produto tangível foi criado.
Recentemente um novo projeto chamado DSTunnel foi criado. É o ápice do trabalho de um hacker em reverter a engenharia do sistema Wi-Fi do Nintendo DS. Enquanto tem mostrado promessas, é necessário que o usuário tenha uma placa Wi-Fi RAlink RT2500 para fazê-lo funcionar.
Desde o início ao meio de 2008, desenvolvedores de Nintendo DS foram capazes de criar aplicativos funcionais Wi-Fi através do uso da biblioteca Wi-Fi de Nintendo DS de Stephen Stair. Através destas modificações, pessoas como Bronto, do NSDMail, foi capaz de criar aplicativos funcionais Wi-Fi. O DSLinux também empregou Wi-Fi na sua entrada do sistema operacional Linux.

### Linux
Atualmente existe um projeto para trazer o sistema operacional Linux ao Nintendo DS, "DSLinux". Em fevereiro de 2006, este projeto executou com sucesso um núcleo 2.6, um navegador de internet com apenas textos, simple shell, telnet, SSH, telnetd, alguns jogos baseados em texto, suporte a tela sensível ao toque, sound (beta) e suporte a Wi-Fi.